# 三井ゆり
三井 ゆり（みつい ゆり、1968年8月25日 - ）は、日本のタレント・女優。本名・佐藤順子（旧姓：久保木）。夫は野口五郎。

## 来歴
柏市立柏第四中学校を卒業。『週刊プレイボーイ』イメージガールとしてデビュー後、ラジコンメーカー『京商』イメージガール（1992年）も務め、自動車国内A級ライセンスを所持していた。1994年より4年間、TBS系『スーパーサッカー』のアシスタントキャスターを担当し、サッカー3級審判資格を受験し合格した。ニッポン放送『独占!!Jリーグエキスプレス』のパーソナリティ、京浜急行電鉄やオートバックスのキャンペーンガールを務めた。
1990年から芸能活動を始めていたがおもにキャンペーンガールなどを務め、下積み期間が長かった。
『スーパーサッカー』以降1995年からテレビ出演が増加、1996年は数多くのバラエティ番組にゲスト出演し、CDデビューも果たした。
レースライセンスを保有していたことから、F1関連番組に多数出演した。1993年には番組の企画でレーシングカート企画があり、当時F1ドライバーだった鈴木亜久里を上回るタイムを出したこともあった。
飾らない・おっとりした口調と性格から、かつて竹下景子も称えられた「お嫁さんにしたいタレントNo.1」に耀いたこともあった。同時に、「女性が嫌う女性タレント」ランキングに名前が挙がることもあった。
デビュー当初は「1972年生まれ」と公表していたが、年齢を4歳詐称していたことが発覚し、CMを降板するなどの騒動もあった。
2000年に『ものまね王座決定戦』で知り合った野口五郎と、2001年2月に北マリアナ諸島のロタ島で結婚式を挙げる。2002年6月5日に第1子長女、2004年5月2日に第2子長男を出産。
主婦業や子育てに専念していた時期もあったが、「朝は楽しく!」のコメンテーターとして出演した。
2008年9月21日に北マリアナ諸島の観光親善大使に夫妻で任命された。
街道歩きの旅第7弾で旅人のウド鈴木に偶然出会い、第8弾で旅人となった。

## 出演

### テレビ
- スーパーサッカー（TBS）
- 関口宏の東京フレンドパークII（1995年10月 - 1996年4月、TBS） - 従業員として出演
- 帰ってきたセカンド・チャンス（1996年12月20日、TBS） - 花村留美子 役
- さんまのナンでもダービー（テレビ朝日）
- NEWSモーニングJAM（テレビ東京）
- 超天才・たけしの元気が出るテレビ!!（日本テレビ）
- マジカル頭脳パワー!!（1996年2月1日・1996年2月29日、日本テレビ）
- だんトツ!!平成キング（日本テレビ）
- 平成教育委員会（フジテレビ）
- 日曜劇場・ふたりのシーソーゲーム（TBS）
- アンモナイト（テレビ東京）
- 三井ゆりのおうちTV（チバテレ）
- 帰ってきたセカンド・チャンス（TBS）
- 喜劇・東京ものがたり（TBS）
- サイエンスアイ（NHK教育）
- じゃじゃ馬ならし（フジテレビ） - 西沢さとみ 役
- チャンス!（フジテレビ）
- お金がない!（フジテレビ） - 城之内えりか 役
- 月曜ドラマスペシャル・名探偵キャサリン2（TBS） - 久和田梨花 役
- 水戸黄門（TBS / C.A.L）
  - 第26部 第13話「夢を叶えた娘の悲願 -人吉-」（1998年5月11日） - 高田花 役
  - 第28部 第27話「格さんの恋！ -福山-」（2000年9月18日） - みな 役
- 昼めし旅　〜あなたのご飯見せてください!〜（テレビ東京）※数回出演

それ以外にも出演番組は多数あり。

### ラジオ
- センスアップドライブメモ
- SHIONOGIMORNINGBREEZE（TOKYO FM）[4]
- スポーツ・ビートオン（TBSラジオ）
- 炎のキックオフ

### CM
- 日清食品 焼そばU.F.O. ヤキソバン役マイケル富岡、ケトラー役デーブ・スペクターと共演（1993年）
- キリンビール
- 大塚食品
- ガリバー
- ナショナル
- 京浜急行電鉄 京急キャンペーンガール 1994年
- ニコニコのり
- オートバックス
- ロッテのど飴
- 日産・マーチ
- 小林製薬「プロキープ」

## 音楽
・微熱してる（1996年5月21日発売）
・雪になりたい（1996年11月1日発売）

## 出版

### 雑誌
- デラべっぴん No.73（1991年12月号、英知出版）表紙